# Região Geográfica Imediata de Corumbá

Localização da Região Imediata de Corumbá em Mato Grosso do Sul.

A Região Geográfica Imediata de Corumbá é uma das 12 regiões imediatas do estado brasileiro de Mato Grosso do Sul, uma das 3 regiões imediatas que compõem a Região Geográfica Intermediária de Corumbá e uma das 509 regiões imediatas no Brasil, criadas pelo IBGE em 2017. É composta de 2 municípios.